# تکس گیبونز
تکس گیبونز (انگلیسی: Tex Gibbons; ۷ اکتبر ۱۹۰۷ – ۳۰ مهٔ ۱۹۸۴) بازیکن بسکتبال اهل ایالات متحده آمریکا بود.
وی در مسابقات کشوری و بین‌المللی در مجموع برندهٔ ۱ مدال طلا شده‌است.